# Бархатное утро
«Бархатное утро» (англ. Some Velvet Morning)  — американский драматический фильм 2013 года режиссёра Нила Лабута с Элис Ив и Стэнли Туччи в главных ролях.

## Сюжет
Действие происходит полностью внутри рядного дома, расположенного в Бруклине, Нью-Йорк, и происходит в реальном времени с участием всего двух человек: юрист средних лет по имени Фред (Стэнли Туччи) удивляет свою красивую молодую любовницу Вельвет (Элис Ив), прибыв к ней на порог через четыре года, утверждая, что наконец бросил свою жену. После того, как она отвергает его попытки возродить их роман, его настойчивость превращается в одержимость. По мере роста напряженности в центре внимания оказывается темная история между бывшими любовниками.

## Критика
«Бархатное утро» получил смешанные отзывы профессиональных кинокритиков. Он имеет рейтинг 54 % на Rotten Tomatoes на основе 37 обзоров. Джейсон Ди Россо из ABC Australia отметил, что к зрителям, по его мнению, «режиссёр фильма и его соратники отнеслись к зрителю с крайним презрением».  Чак Боуэн (Slant Magazine)  задался вопросом, «почему Лабута когда-либо воспринимали всерьёз как так называемого драматурга пропасти между полами»  и  поставил фильму ползвезды из пяти. В тоже время  Кристи Лемир, пишущая для веб-сайта RogerEbert.com, сочла, что это «возвращение к тому типу сценарного мастерства и кинорежиссуры, благодаря которым Нил ЛаБут сделал себе имя», и присудила ему 3 звезды из 4.